# ایان لوید آندرسن
ایان لوید آندرسن (انگلیسی: Ian Lloyd Anderson؛ زادهٔ ۴ ژوئن ۱۹۸۶) بازیگر اهل جمهوری ایرلند است. وی از سال ۲۰۱۰ میلادی تاکنون مشغول فعالیت بوده‌است.
از فیلم‌ها یا مجموعه‌های تلویزیونی که وی در آن‌ها نقش داشته‌است، می‌توان به هدیه اشاره نمود.